# Андрійчук Михайло Омелянович
Миха́йло Омеля́нович Андрійчу́к, (21 листопада 1927, Нехворощ — 1 листопада 2020, Хмельницький) — український графік і педагог; член Спілки радянських художників України з 1964 року. Батько художника Тараса Андрійчука.

## Біографічні відомості
Народився 21 листопада 1927 року в селі Нехворощі (нині Бердичівський район Житомирської області, Україна) у селянській сім'ї.
Протягом 1951—1956 років навчався в Одеському художньому училищі, був учнем Миколи Павлюка; у 1956—1962 роках — на відділенні графіки в Київському художньому інституті у Івана Селіванова, Олександра Пащенка. 1960 року працював керівником образотворчої студії для дорослих і викладачем дитячої художньої школи при Феодосійській картинній галереї імені Івана Айвазовського.

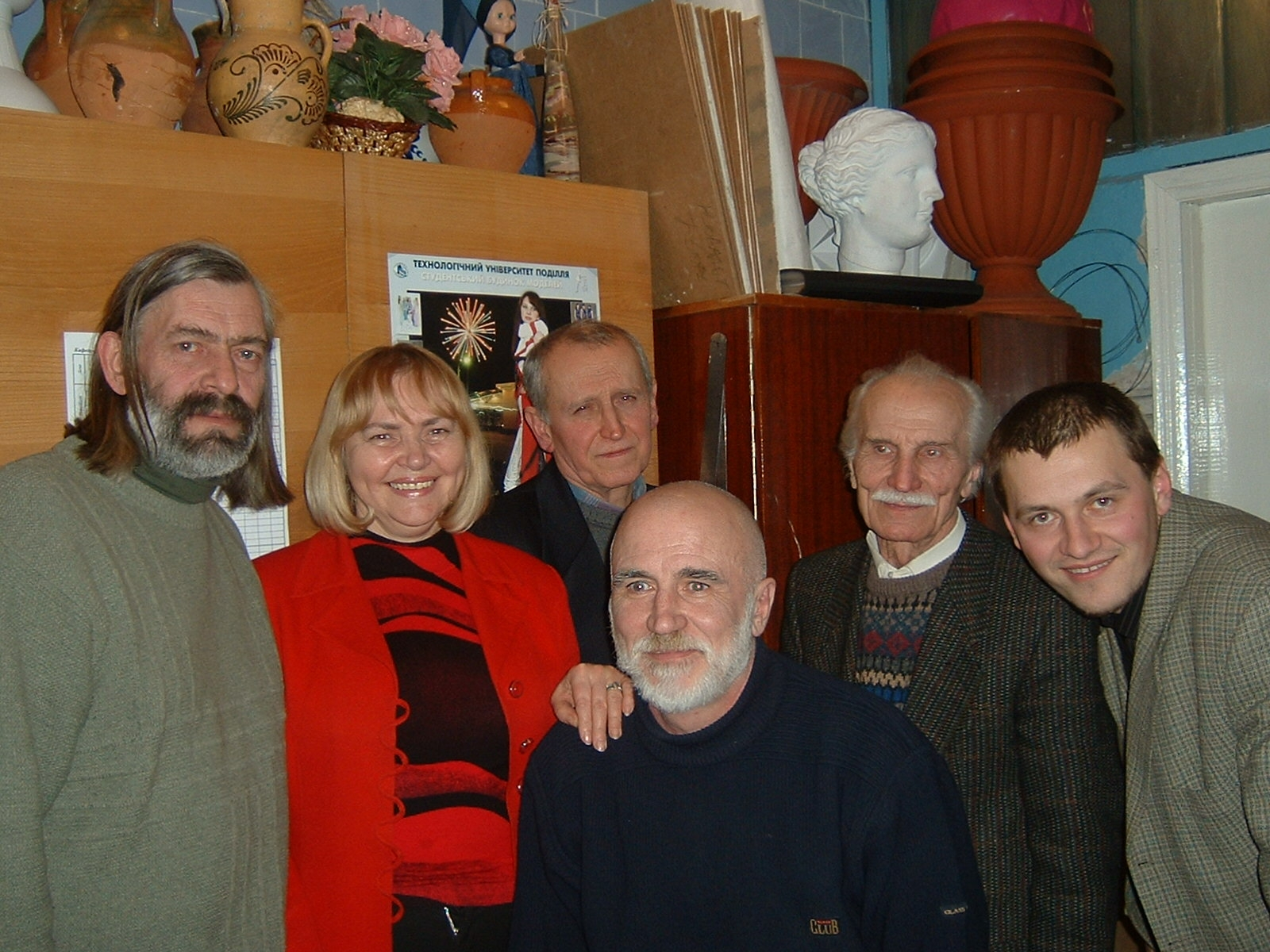
Викладачі секції дизайну кафедри технології і конструювання швейних виробів Хмельницького національного університету (2004 рік)

Від 1962 року працював у Хмельницькому на художньо-виробничому комбінаті: був членом художньої ради, головою художньої ради, головним художником. Протягом 2002—2012 років — доцент Хмельницького національного університету. Мешкав у Хмельницькому в будинку на вулиці Кам'янецькій, № 48, квартира № 13. Помер у Хмельницькому 1 листопада 2020 року.

## Творчість
Працював у галузі станкової графіки, створював картини переважно побутового та портретного жанру. Серед робіт:
серії графічних творів
- «Трударі Поділля» (1970);
- «Мої земляки» (1976);
- «Сільські торжества» (1979);
- «108 вад людських» (1997);

літографії
- «Чекають молодих» (1957);
- «Доярки» (1962);
- «Літо» (1962);
- «Улюблениця» (1962);
- «Гаряча пора» (1962);
- «Додому» (1962);
- «Якби зустрілися ми знову…» (1963);
- «А ти, всевидящеє око…» (1963);
- «Воля незламна» (1964);
- «Про людей хороших» (1964);
- «Нові обряди на поділлі» (1967);
- «Ленінське слово» (1969);
- «Побратими» (1979);
- «Рапортують механізатори» (1979);
- «Подолянки» (1980);
- «Павло — тракторист» (1981);
- «Вродило — і ради не дам...» (1982);
- «Родина механізаторів» (1982);
- «Леся Українка» (1994);

серії композицій
- портрети трударів села (1985);
- твори за мотивами поезій Тараса Шевченка (1990).

монументальні твори
- басейн-фонтан з фігурою барона Мюнхаузена у дворі будинку на вулиці Кам'янецькій, № 48 у Хмельницькому (1970)[2];
- монументально-декоративне панно та портрети письменників і педагогів у інтер'єрах Хмельницької обласної бібліотеки для юнацтва (1970—1980);
- рельєф «Юні герої Поділля» в інтер'єрі читального залу Хмельницької обласної бібліотеки для дітей імені Тараса Шевченка (1986).

Брав участь у республіканських виставках з 1957 року. Персональні виставки відбулися у Хмельницькому у 1977, 1995, 1998 роках, Чернівцях у 1978 році, Кам'янці-Подільському у 1979 році, Києві у 1982 році, Нетішині у 1998 році.
Роботи митця зберігаються у Бердянському, Горлівському, Запорізькому, Донецькому художніх музеях, Запорізькому краєзнавчому музеї, Києво-Печерському національному історико-культурному заповіднику, Київському літературно-меморіальному музеї Лесі Українки.

## Відзнаки
- Заслужений художник УРСР з 1987 року;
- Почесна грамота Верховної Ради України (2018; за особливі заслуги перед Українським народом)[2];
- Почесний громадянин Хмельницького з 2019 року[2];

премії
- Хмельницька обласна премія імені В'ячеслава Розвадовського за 1997 рік[2];
- Хмельницька міська премія імені Богдана Хмельницького за 2002 рік[2].

У 2011 році за досягнення у розвитку мистецтва нагороджений спеціальною відзнакою регіональної премії «Скарби землі Болохівської»; у 2012 році став переможцем 16-го Подільського регіонального рейтингу популярності «Людина року» — «Гордість краю»..